# László Bénes
László Bénes (* 9. září 1997 Dunajská Streda) je slovenský profesionální fotbalista, který hraje na pozici středního záložníka za německý klub Hamburger SV a za slovenský národní tým.
Mimo Slovensko působil na klubové úrovni v Maďarsku, od roku 2016 je v Německu. Jeho oblíbeným klubem je anglický Manchester United FC.

## Klubová kariéra
Na Slovensku hrál v juniorském věku za FC Šamorín a DAC 1904 Dunajská Streda. Poté odešel do Maďarska do mládežnické akademie klubu Győri ETO FC. Za Győr si připsal jeden start v maďarské nejvyšší lize Nemzeti bajnokság I, bylo to 6. prosince 2014 proti Honvédu Budapešť, dostal se na hřiště v 82. minutě (výhra 2:0).
V únoru 2015 se ve věku 17 let vrátil na Slovensko, dohodl se s klubem MŠK Žilina, po podzimní části sezóny 2014/15 vedoucím týmem ligové tabulky.
V 1. slovenské lize debutoval 4. dubna 2015 v utkání proti MFK Košice (výhra 4:1), dostal se na hřiště na závěrečných 10 minut.
V červnu 2016 podepsal smlouvu s německou Borussií Mönchengladbach, cena za transfer z Žiliny se na Slovensku uváděla až 5 miliónů eur. V A-týmu debutoval pod trenérem Dieterem Heckingem 7. února 2017 v utkání DFB-Pokalu proti SpVgg Greuther Fürth (výhra Borussie Mönchengladbach 2:0, Bénes nastoupil na hřiště v 79. minutě).

## Reprezentační kariéra
Bénes je mládežnickým reprezentantem Slovenska. Se slovenskou „jedenadvacítkou“ slavil v říjnu 2016 postup z kvalifikace na Mistrovství Evropy 2017 v Polsku.
Trenér Pavel Hapal jej zařadil v červnu 2017 do 23členné nominace na šampionát v Polsku.
V A-mužstvu slovenské reprezentace debutoval pod trenérem Jánem Kozákem 10. 6. 2017 na stadionu LFF stadionas ve Vilniusu v kvalifikačním zápase na MS 2018 proti Litvě, když v 90. minutě vystřídal Ondreje Dudu. Zápas skončil vítězstvím Slovenska 2:1.

### Reprezentační zápasy
Zápasy László Bénese za A-mužstvo Slovenska
| 2017               | 1 | 0 |
| Celkem             | 1 | 0 |
| Platí k 4. 9. 2017 |   |   |